# Enric Puig Punyet
Enric Puig Punyet (Mataró, Maresme, 1980) és un filòsof, escriptor, artista, comissari d'exposicions i professor universitari català.
Doctorat en filosofia i teoria de l'art contemporani a la Universitat Autònoma de Barcelona (UAB) – École Normale Supérieure, París, és un filòsof i investigador especialitzat en l'anàlisi de les noves funcions de les institucions en el gir digital.
Des del 2017 i fins al 2012, exercí de director del centre d'arts visuals de la xarxa de Fàbriques de Creació de l'Ajuntament de Barcelona 'La Escocesa', i també ha exercit de comissari en exposicions, festivals i cicles d'arts visuals, cinema i filosofia. Ha realitzat projectes culturals a institucions com el Centre de Cultura Contemporània de Barcelona (CCCB), el Museu d'Art Contemporani de Barcelona (MACBA), l'Arts Santa Mònica o Azkuna Zentroa. Col·laborador habitual a La Maleta de Portbou i El Periódico, fou impulsor al CCCB del congrés sobre internet, creativitat i societat "Enter Forum. International Forum on Internet and Privaciti". Especialista en estudiar com la digitalització ha canviat les nostres vides, és autor, entre d'altres, dels llibres La cultura del ranking (2015), La gran adicción (2016), El dorado. Una historia crítica de internet (2017) i Los cuerpos rotos. La digitalización de la vida tras la covid-19 (2020). També ha exercit de professor de filosofia a la Universitat Oberta de Catalunya i com a ponent a la Universitat Catalana d'Estiu.
L'octubre del 2021 el Departament de Cultura de la Generalitat de Catalunya nomenà a Enric Puig Punyet com a nou director del Centre d'Arts Santa Mònica per un període de quatre anys. El centre cultural de la Rambla estava sense responsable al capdavant des del 2017, quan la Generalitat va cessar al seu anterior director, Jaume Reus. Puig fou escollit tant per la seva trajectòria com per la qualitat de la seva proposta de direcció del centre, que defineix un model i unes línies estratègiques que han de convertir l'Arts Santa Mònica en “un centre de referència per a les arts contemporànies". El projecte del nou director ha estat especialment valorat per "la mirada trencadora sobre la pròpia institució i el rol que ha de jugar a l'ecosistema artístic de Catalunya".